# Vollem
Vollem ist ein Stadtteil von Mechernich im nordrhein-westfälischen Kreis Euskirchen.

## Geografie
Vollem liegt im Tal des Veybachs, der den Ort durchfließt, und an der Kreisstraße 32, die durch das Tal führt.

## Geschichte

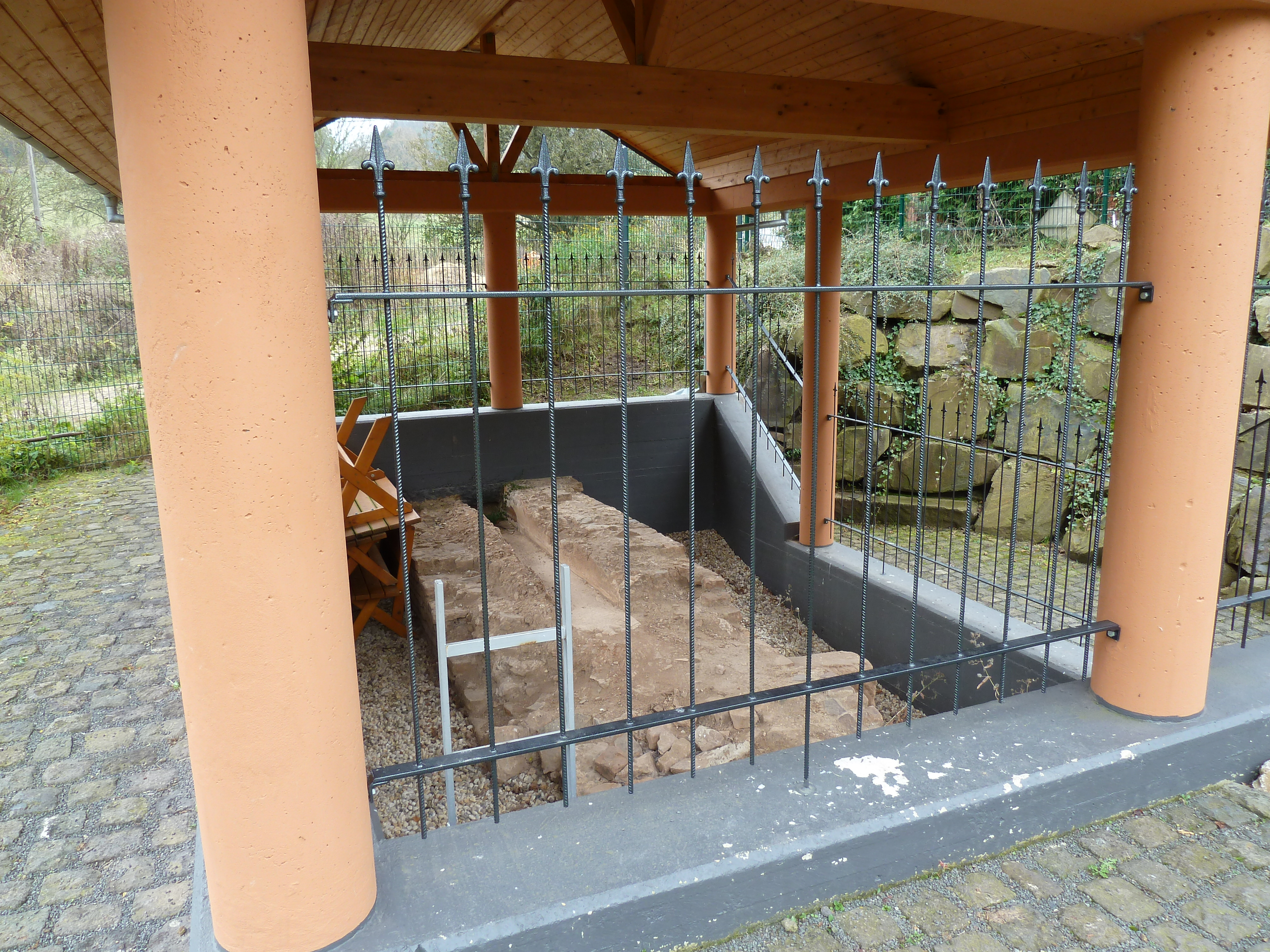
Aquäduktbrücke Römerkanal, Vollem

Schon die Römer bauten durch das Veybachtal die Eifelwasserleitung zur Wasserversorgung des antiken Köln. So kann im Südwesten des Ortes eine römische Aquäduktbrücke besichtigt werden. Die kleine Brücke wurde zur Überquerung des Kallmuther Bachs angelegt. Sie wurde 2008 freigelegt und mit einem Schutzdach versehen.
In Vollem gibt es eine alte Wassermühle. Sie wurde um 1730 als Bannmühle für die Orte Urfey, Vollem, Kallmuth, Lorbach und Keldenich erbaut. Sie ist heute noch voll funktionsfähig.

## Verkehr
Die nächste Autobahnanschlussstelle ist Bad Münstereifel/Mechernich an der A 1.
Die VRS-Buslinie 830 der RVK verbindet den Ort mit Mechernich und Zingsheim. Die Fahrten verkehren überwiegend als TaxiBusPlus im Bedarfsverkehr. Zusätzlich verkehren im Schülerverkehr einzelne Fahrten der Linien 826 und 827. 
| Linie | Betreiber        | Verlauf |
| ----- | ---------------- | --- |
| 826   | Kreis EU/Schäfer | MiKE (außer im Schülerverkehr): Kalenberg / (Kall Bf – Keldenich – Dottel) – Kallmuth – Lorbach – Bergheim – (Vollem ← Vussem ← Breitenbenden ←) Mechernich Stiftsweg – Mechernich Bf |
| 827   | Schäfer          | Zingsheim – Weyer – Dreimühlen – Eiserfey – Vollem – Urfey – Kallmuth – Lorbach – Bergheim – (Holzheim → Harzheim →) Vussem – Breitenbenden – Mechernich Stiftsweg – Mechernich Bf    |
| 830   | RVK              | MiKE (außer im Schülerverkehr): (Zingsheim –) Weyer – Dreimühlen – Eiserfey – (Urfey – Vollem –) Vussem – Breitenbenden – Mechernich Stiftsweg – Mechernich Bf                        |